# 努卡里洛爾鄉
45°02′N 28°56′E / 45.033°N 28.933°E
努卡里洛爾鄉（羅馬尼亞語：Comuna Valea Nucarilor, Tulcea），是羅馬尼亞的鄉份，位於該國東南部，由圖爾恰縣負責管轄，面積155平方公里，海拔高度16米，2002年人口3,750，人口密度每平方公里24人。